# البيزيا زهرة الحرير

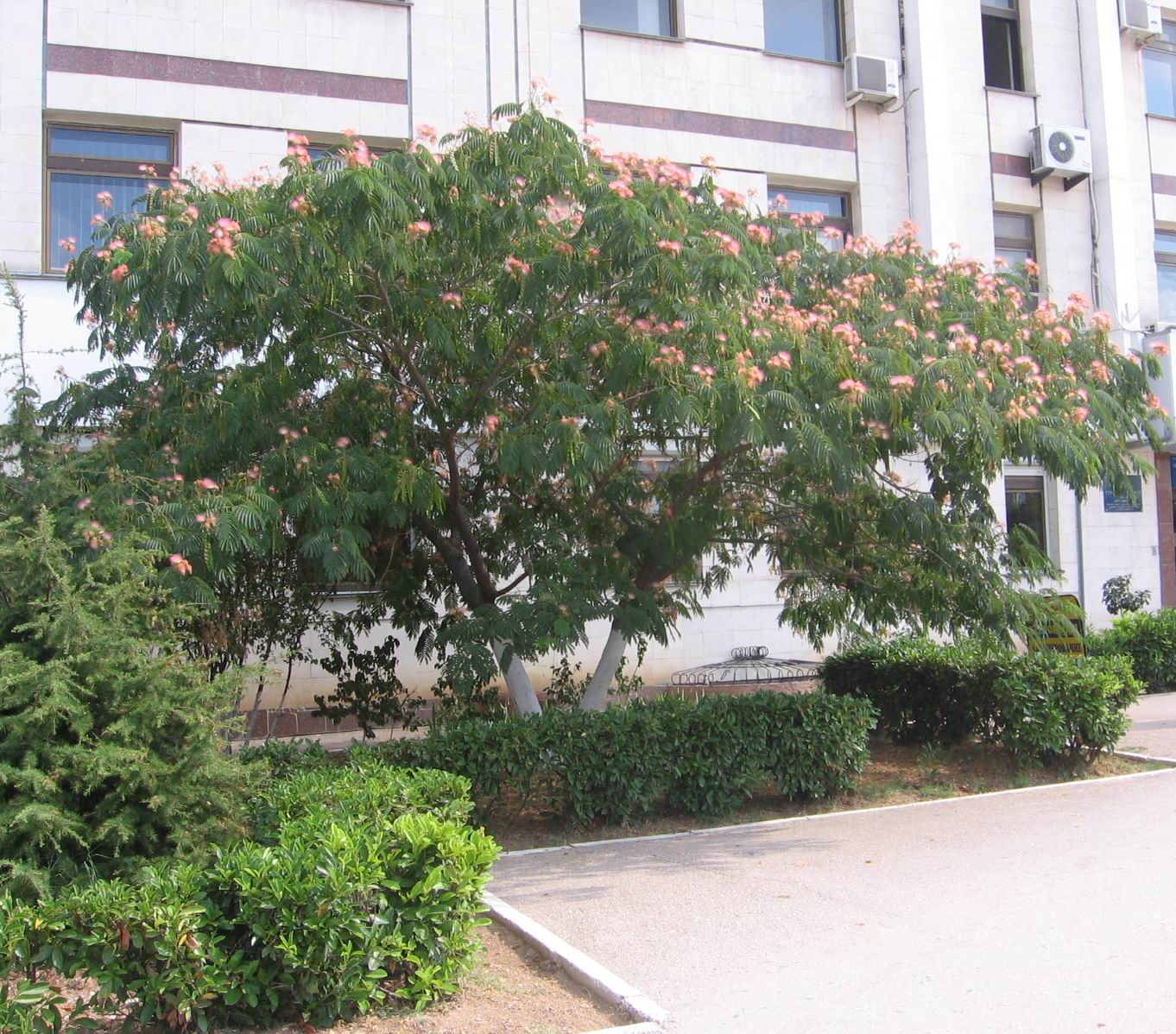

البيزيا جليبرسن (الاسم العلمي: Albizia julibrissin)، هو نبات ينتمي إلى بقولية (فصيلة: Fabaceae).